# Erich Beer
Erich „Ete“ Beer (* 9. Dezember 1946 in Neustadt bei Coburg) ist ein ehemaliger deutscher Fußballspieler.

## Laufbahn
Erich Beer begann seine Karriere in der Jugend der SpVgg Germania Ebing, bevor er mit seinen Eltern nach Neustadt bei Coburg zog und sich dort der Jugendabteilung des VfL Neustadt anschloss. Er spielte bis Ende 1967 für den VfL Neustadt und absolvierte im Frühjahr 1968 einige Spiele für die Amateurmannschaft der SpVgg Fürth, danach von 1968 bis 1979 als Profispieler für den 1. FC Nürnberg, Rot-Weiss Essen und Hertha BSC in der Bundesliga. Für diese Vereine war er als Stürmer und Mittelfeldspieler in 342 Spielen in der höchsten deutschen Spielklasse aktiv und erzielte 95 Treffer. Er war lange Zeit mit 83 Toren in 254 Bundesligaspielen bei Hertha BSC vereinsinterner Rekordtorschütze, bevor er von Michael Preetz überboten wurde.
Er hatte 1979 vor, in die USA oder zu Racing Strasbourg zu wechseln, doch dann wurde es Ittahad Dschidda in Saudi-Arabien – und 1981 wechselte Beer zum Zweitligisten TSV 1860 München, für den er bis 1984, ab 1982 in der Bayernliga aktiv war. Zudem war er vom 1. Januar 1983 bis zum 20. September 1983 und vom 1. November 1984 bis zum 30. November 1984 Cheftrainer von 1860.
Am 24. September 1969 bestritt Beer sein einziges Länderspiel für die U-23-Nationalmannschaft, die in Bukarest gegen den Gastgeber mit 1:2 verlor. In der B-Nationalmannschaft kam er dreimal zum Einsatz. Am 11. März 1975 verlor er mit ihr gegen die A-Nationalmannschaft Irlands in Dublin mit 0:1, gegen die A-Nationalmannschaft Finnlands gewann er am 25. April 1975 mit ihr 6:0 – ehe er am 17. Mai 1975 gegen die Niederlande sein Debüt in der A-Nationalmannschaft gab. Von 1975 bis 1978 absolvierte er insgesamt 24 Länderspiele und schoss sieben Tore. 1976 wurde er mit der Mannschaft in Belgrad Vizeeuropameister. Beer gehörte dem Aufgebot der A-Nationalmannschaft bei der Weltmeisterschaft 1978 in Argentinien an; sein letztes Länderspiel für die DFB-Auswahl war das als „Schmach von Cordoba“ bekannt gewordene WM-Spiel gegen Österreich.
Von Sportreportern wurde er gern „der Berliner Beer“ genannt, was wie Berliner Bär klingt. Bei den Fans war er eher als „Ete“ Beer bekannt.
Erich Beer lebt in München.